# Été pluvieux de 1725 en France
En 1725, la partie nord de la France connait une année particulièrement pluvieuse. Cela va provoquer une baisse importante des récoltes, compensée en partie par des importations de grains d'Angleterre et du sud de la France. La disette sera donc limitée mais le renchérissement des prix du grain provoquera des troubles et la naissance d'une croyance populaire que le roi, ses ministres et courtisans ont accaparé le grain à leur profit pour le revendre plus cher pendant la disette, croyance qui perdurera jusqu'à la Révolution. 

## Fortes pluies au printemps et à l'été
Les précipitations sont importantes au printemps et à l'été. Elles sont particulièrement fortes en mai, juin et août dans le bassin parisien. C'est l'année la plus pluvieuse depuis 10 ans : 473 mm d'eau sur l'année à Paris.
On signale à Hercé dans le Bas-Maine (aujourd'hui en Mayenne) : « En l’année 1725 la pluie commença le 14e avril et continua jusqu’au 8e jour de juillet inclusivement. Depuis le 9 jusqu’au 20 il fit beau, ensuite la pluie recommença le 21 et continua jusqu'au cinq de septembre que le temps se mit au beau ce qui donna moyen de secher les bleds qui commençaient à se gâter. La pluie recommença le 15 septembre. »
Dans l'actuelle Seine-Maritime, « depuis le mois de may jusqu'à septembre, il n'y eut pas un seul jour sans pluye. »

## Renchérissement du prix du grain et révoltes
Cette pluie et l'humidité qui en résulte (plusieurs régions rurales sont inondées) nuisent aux récoltes. Les moissons germent sur pied, elles moisissent en Île de France et en Normandie. Les vendanges sont particulièrement tardives, le 15 octobre en Bourgogne. Cela provoque, malgré les importations, un renchérissement du prix du grain. On signale ainsi à Poulay dans le Bas-Maine que « L’année 1725 la pluie a commencé vers le huit avril et a duré près de dix mois les bleds de ces cantons icy ont été gastés tellement que la cherté est allée si haut que le blé a esté vendu mesme de Lassay jusqu’à 22 l.t. et le carabin 16 l.t. les vins ne valoient rien ainsi que les fruits la pauvreté a été si grande en ce pays ici qu’il y a plus de 100 ans que l’on ne l’avoit veu parreille et cependent l’on n’a pas vu de malade ici depuis treize mois que la pauvreté dure le 4 juillet 1726. »
Même si les importations permettent que la disette soit peu meurtrière, cela provoque des révoltes qui seront réprimées. Ainsi à Laval, quatre personnes dont deux femmes sont pendues. À Paris, les boulangeries du Faubourg Saint-Antoine sont attaquées.

## Réaction religieuse
Face à ce phénomène météorologique, plusieurs cérémonies religieuses sont organisées. Ainsi les châsses de sainte Geneviève et sainte Scolastique furent « descendues » des autels des églises où elles se trouvaient  - à Paris (par ordre du parlement) et au Mans (par ordre de l'évêque) - pour accompagner des processions. L'évêque fit deux mandements pour ordonner des prières publiques, par le premier il ordonnait une procession et les collectes ad postulandam serenitatem, par le second il ordonne d’exposer à la messe et aux vêpres le Saint sacrement trois dimanches ou fêtes consécutives et de chanter à l’oraison le R. Domine non secundum avec le psaume Miserere et pendant les mois de juillet, août et septembre de donner la bénédiction avec le Saint ciboire à l’issue des vêpres. L'abbé Angot, dans son Dictionnaire historique, topographique et biographique de la Mayenne, indique qu'à Louverné l'été pluvieux de 1725 incita les paroissiens à aller le dimanche après la Saint-Pierre en procession à Avénières, têtes nues, par une pluie battante, pour demander la cessation du fléau.

## Suites
Cet été exceptionnellement pluvieux sera suivi par 13 années ensoleillées avec une température moyenne de 11,4° dépassant les années 1676-1686 marquées par des hivers doux ou moyens (exception notable de l'hiver de 1740). Il faudra attendre les années 1988-2010 pour avoir une série chaude aussi longue. Cela se traduira par une abondance des moissons : Ainsi pour le prix du froment qui avait atteint un maximum en 1725 à 28,5 livres le setier, chutera à 12,8 livres le setier en 1735. Il faudra attendre 1740 et ses mauvaises récoltes dues à un hiver glacial pour voir de nouveau le prix flamber. 